# تريفور كونيغ
تريفور كونيغ هو لاعب هوكي الجليد كندي، ولد في 10 ديسمبر 1974 في إدمونتون في كندا.

## وصلات خارجية
- تريفور كونيغ على موقع دوري الهوكي الوطني (الإنجليزية)
- تريفور كونيغ على موقع EliteProspects.com (الإنجليزية)
- تريفور كونيغ على موقع HockeyDB.com (الإنجليزية)